# نهاد علي
نهاد علي مصور سينمائي و مونتير عراقي، من مواليد 1932، محافظة بغداد.

## حياته
كان يعمل مصوراً لدى وزارة الخارجية العراقية (1956 - 1962)، بعدها ترك العمل في الوزارة و التحق بدائرة السينما و المسرح العراقية، كمساعد مصور أولاً، ثم أصبح مصوراً مستقلاً و قام بتصوير مجموعة من الأغاني لمغنين معروفين آنذاك، منهم مائدة نزهت، و أحلام وهبي، و أفلام وثائقية، منها الكوليرا، في آخر المطاف استقر به الأمر لتصوير الأفلام السينمائية.

## أعماله

### تصوير سينمائي
- فيلم نعيمة 1962.
- فيلم مشروع زواج 1962.
- فيلم عفرة و بدر 1964.
- فيلم النهر 1978.
- فيلم يوم آخر 1979.
- فيلم مطاوع و بهية 1982.
- فيلم عمارة 13 1987.
- فيلم الفارس و الجبل 1987.
- فيلم شيء من القوة 1988.
- فيلم عرس عراقي 1988.
- فيلم نرجس عروس كردستان 1991.

### مونتاج
- فيلم نعيمة 1962.
- فيلم طريق الشر 1967.
- فيلم شذرة البدوية 1967.

## روابط خارجية
- نهاد علي على موقع قاعدة بيانات الأفلام العربية